# رئيس مليلية
رئيس مليلية ، المعروف أيضًا باسم رئيس بلدية مليلية ، يُدير ويُنسّق أعمال المجلس الحاكم لمليلية ، ويمثل المدينة المستقلة، ويشغل أيضًا منصب رئيس البلدية. وهو أيضًا رئيس جمعية مليلية .

## خيار
يُنتخب رئيسًا للمجلس من بين أعضائه، ويُعيّنه الملك. وتُجرى الانتخابات، التي يجب أن تُجرى بين أعضاء مجلس مليلية الذين يترأسون إحدى القوائم الانتخابية الفائزة، بالأغلبية المطلقة. وإذا لم يحصل أي مرشح على هذه الأغلبية، يُعيّن رئيس القائمة التي تحصل على أكبر عدد من الأصوات رئيسًا. 

## وظائف أخرى
تعيين وعزل أعضاء مجلس الإدارة، وتفويض مهامهم التنفيذية مؤقتًا إلى بعض أعضاء مجلس الإدارة.

## قائمة الرؤساء
لقد تولى الأفراد التاليون إدارة بلدية مليلية الإسبانية ومدينة مليلية المستقلة بصفتهم رؤساء بلديات منذ الموافقة على نظامها الأساسي للحكم الذاتي:
| رئيس   | رئيس | رئيس | رئيس               | مدينة الميلاد | بداية التفويض        | نهاية الولاية        | لعبة                                |
| ------ | ---- | ---- | ------------------ | ------------- | -------------------- | -------------------- | ----------------------------------- |
| الأول  |      |      | إغناسيو فيلاسكيز   | سبتة          | 14 مارس من عام 1995  | 3 مارس من عام 1998   | PP                                  |
| الثاني |      |      | إنريكي بالاسيوس    | مليلية        | 3 مارس من عام 1998   | 5 يوليو من عام 1999  | مستقل                               |
| الثالث |      |      | مصطفى أبيرشان      | مليلية        | 5 يوليو من عام 1999  | 19 يوليو من عام 2000 | سي بي إم                            |
| الرابع |      |      | خوان خوسيه إمبرودا | مليلية        | 19 يوليو من عام 2000 | 15 يونيو من عام 2019 | يو بي إم (2000-2003) PP (2003-2019) |
| الخامس |      |      | إدواردو دي كاسترو  | مليلية        | 15 يونيو من عام 2019 | 7 يوليو من عام 2023  | سي اس (2019-2021) مستقل (2021-2023) |
| السادس |      |      | خوان خوسيه إمبرودا | مليلية        | 7 يوليو من عام 2023  | حاضر                 | PP                                  |

## روابط خارجية
الموقع الرسمي